# Olia Tira
Olga Țîra (* 1. srpna 1988 Postupim, Braniborsko, Německá demokratická republika), známá jako Olia Tira nebo FLUX LIGHT, je moldavská zpěvačka.

## Biografie
Narodila se 1. srpna 1988 do vojenské rodiny v Postupimi. Po několika letech se její rodina přestěhovala do Kišiněvu. Poprvé se představila na festivalech a koncertech ve věku 14 let.
Chodila do školy v Cahulu a studovala hudební akademii v Kišiněvu. Své první album Your Place or Mine? vydala v prosinci 2006. Všechny skladby složil Ruslan Taranu.

## Eurovision Song Contest
V letech 2006, 2007 a 2009 se zúčastnila národních kol, přičemž v roce 2009 skončila s písní „Unicul Meu“ čtvrtá. V roce 2010 byla vybrána společně se skupinou SunStroke Project, aby reprezentovala Moldavsko na Eurovision Song Contest 2010. Ve finále se umístili na 22. místě.
Národního kola se zúčastnila ještě v roce 2014 s písní „Never Stop No“ pod jménem FLUX LIGHT, skončila ale až na 6. místě.